# RiksTV
RiksTV är en betal-TV-operatör i Norge, i likhet med Boxer i Danmark och Sverige, och PlusTV i Finland. RiksTV ägs av NRK, TV2 och Telenor.